# Liste der Atommodelle

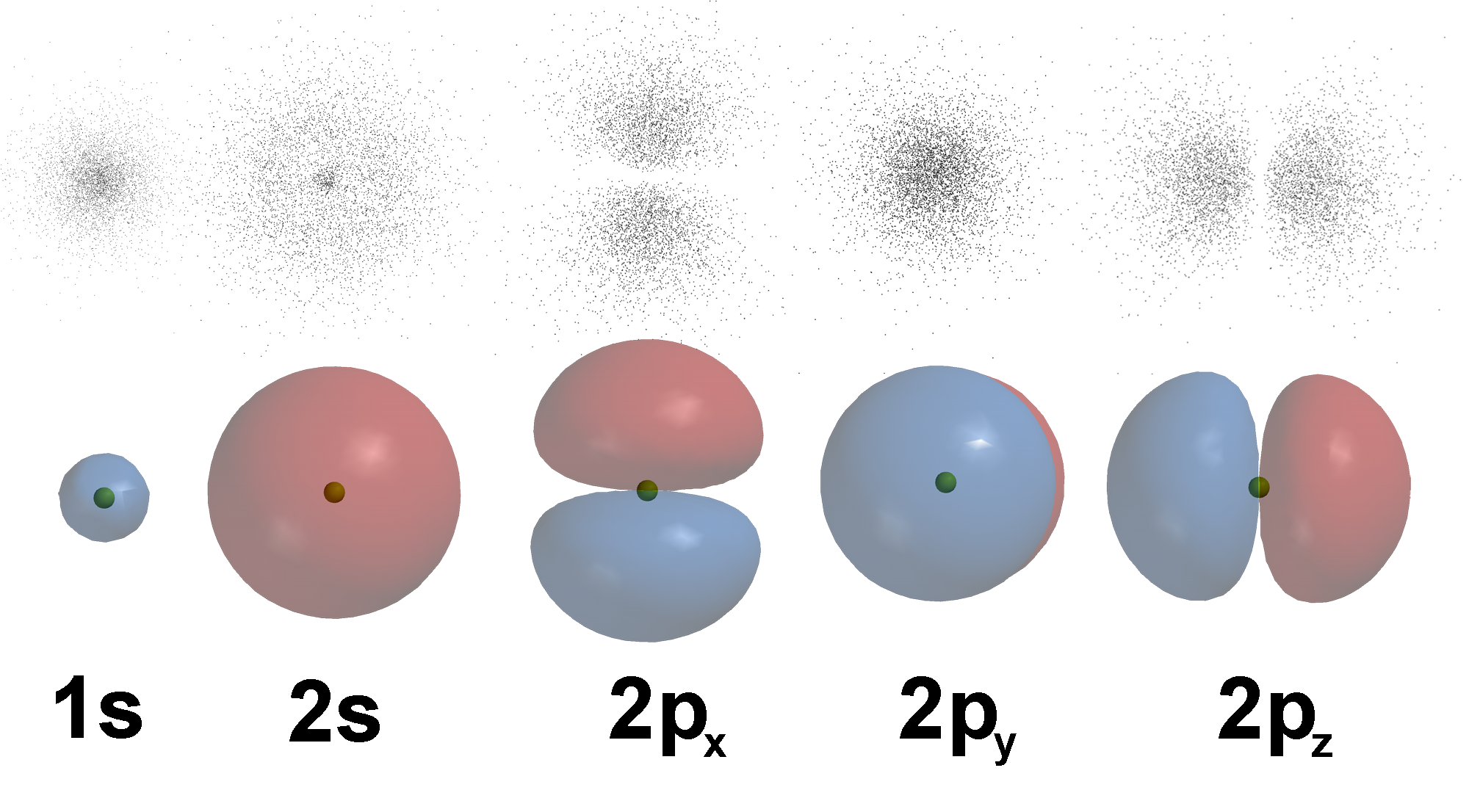
Darstellung unterschiedlicher Atome im Orbitalmodell. Die Orbitale sind die Wellenfunktionen der zum Atom gehörenden Elektronen.

Ein Atommodell ist eine Vorstellung vom Aufbau und der Form der Atome. Schon im Altertum gab es die Atomhypothese, nach der die Atome als die unteilbaren und unveränderlichen Grundbausteine aller materiellen Stoffe angesehen wurden. Die Atomhypothese konnte sich zunächst nur auf die philosophische Bevorzugung eines Teilchenmodells gegenüber der Hypothese der unendlich fortsetzbaren Teilbarkeit der Materie stützen. Auch sollten die unterschiedlichen Eigenschaften der materiellen Stoffe auf die Kombinationsmöglichkeiten einiger weniger Arten von Atomen zurückgeführt werden. Erst ab Anfang des 19. Jahrhunderts zeigten sich in der Chemie und der Physik naturwissenschaftliche Hinweise auf die wirkliche Existenz der Atome: Das Atom wurde als kleinste Einheit eines chemischen Elements definiert, und das Verhalten von Gasen konnte nach der kinetischen Gastheorie vollständig aus der ungeordneten Bewegung einer Vielzahl gleicher Moleküle, die jeweils aus wenigen Atomen bestehen, erklärt werden. Als Atommodell genügte hierbei die Vorstellung einer kleinen Kugel von ca. 0,1 nm Durchmesser und ca. 10−26 kg Masse. In dieser Form hatte sich Ende des 19. Jahrhunderts die Atomhypothese bzw. Atomtheorie weitgehend durchgesetzt, als neue Beobachtungen mit Elektronenstrahlen und radioaktiven Stoffen zeigten, dass diese Atome selber aus kleineren Teilchen bestehen. Die Erklärung ihres komplizierten inneren Aufbaus führte 1925 zur Quantenmechanik, deren Atommodelle vorrangig als mathematische Aussagen formuliert sind.
Auf die Frage, wie man sich denn ein Atom nun vorzustellen habe, antwortete Werner Heisenberg, einer der Schöpfer der Quantenmechanik: „Versuchen Sie es gar nicht erst!“
Die folgende, chronologisch geordnete Liste gibt einen Überblick. Wichtige Modelle haben Hauptartikel. Aktuell gebräuchliche Modelle  sind auch im Artikel Atom im Zusammenhang dargestellt.
- Das Teilchenmodell von Demokrit (etwa 400 v. Chr.) postuliert die Existenz von verschiedenartigen festen, unteilbaren Teilchen, die unterschiedlich kombiniert die bekannten Substanzen bilden.

- John Dalton begründet um 1800 die moderne Atomtheorie.[2] Das Dalton-Modell (1803) geht von kleinsten, nicht weiter teilbaren Teilchen aus, die sich je nach Element in ihrer Masse unterscheiden und in verschiedenen Stoffen in jeweils bestimmten Anzahlverhältnissen (je nach Art des Stoffes) miteinander verknüpft sind. Bei Veränderung der Stoffe durch chemische Reaktionen können die Atome sich nur umordnen.

- Im Dynamidenmodell (1903) bestehen Atome aus kleinen, rotierenden elektrischen Dipolen, den Dynamiden, und aus dem leeren Raum zwischen ihnen.

- Nach dem thomsonschen Atommodell (1903) besteht das Atom aus einer gleichmäßig verteilten positiven Ladung und negativ geladenen Elektronen, die sich darin bewegen. Dieses Modell wird auch als Plumpudding-Modell oder zu deutsch Rosinenkuchenmodell bezeichnet. Es kann erklären, warum die Atome für energiereiche Teilchenstrahlen (wie Kathodenstrahlen, Alphastrahlen) durchlässig sind, denn die positive Ladung wird als frei von Materie angenommen.

- Im planetarischen Modell bzw. Saturnmodell von Nagaoka Hantarō (1904) besteht das Atom aus einer positiv geladenen Kugel, die von den negativ geladenen Elektronen umkreist wird. In Analogie zur Stabilität der Saturnringe postuliert das Modell richtig einen sehr massereichen Kern, aber falsch auch eine Energieabstrahlung durch die Bewegung der Elektronen.

- In dem Haas’schen Atommodell von 1910 wird erstmals eine Quantenbedingung eingeführt. Das Wasserstoffatom soll aus einem homogen geladenen positiven Rumpf bestehen (wie bei Thomson), an dessen Oberfläche ein Elektron kreisförmig umläuft. Die Größe bestimmt Haas, indem er – ohne nähere Begründung – die Energie dieses Zustands (Potential von der Ruhelage im Mittelpunkt aus gerechnet) mit der Energie eines Photons an der kurzwelligen Grenze der Balmer-Serie identifiziert. Es ergibt sich dieselbe Formel wie später im Bohrschen Atommodell für die Größe des ersten angeregten Zustands, der auch der Grundzustand der Balmerserie ist.

Rutherfordsches Atommodell: Die Protonen sind im Atomkern. Die Elektronen befinden sich ungeordnet in der Atomhülle.

- Nach dem rutherfordschen Atommodell (1911) besteht das Atom aus einem sehr kleinen positiv geladenen Atomkern, der nahezu die gesamte Masse des Atoms enthält, und der in einer nicht weiter beschriebenen Weise von einer Atomhülle aus Elektronen umgeben ist. Damit konnte die Beobachtung der seltenen starken Ablenkungen von Alphateilchen erklärt werden.

- Das barklasche Schalenmodell (1912) vereinfacht das Atom so, dass ein positiv geladener Atomkern von Kugelschalen umgeben ist, in denen sich die Elektronen befinden. Nur die jeweils äußerste Schale ist für die chemischen Eigenschaften des Elements verantwortlich. Über die Bewegung der Elektronen wird keine Aussage gemacht.

- Nach dem bohrschen Atommodell (1913) besteht das Atom aus einem positiv geladenen, massetragenden Kern und Elektronen, die diesen auf bestimmten Kreisbahnen umkreisen, ohne Energie abzustrahlen. Mithilfe dieses Modells bzw. dieser Atomtheorie von Niels Bohr konnten erstmals einige Energieniveaus der Wasserstoffatome in guter Genauigkeit berechnet werden.

Aufgrund des Erfolges des Bohrschen Atommodells werden die älteren Modelle praktisch nicht mehr vertreten. Der Begriff Atommodell meint in der Folge in aller Regel ein Modell der Atomhülle. Modelle für den Atomkern entstehen ab 1919 durch Rutherford und werden als Kernmodelle bezeichnet.
- Das bohr-sommerfeldsche Atommodell (1916) ist eine Erweiterung des bohrschen Atommodells, in dem auch bestimmte Ellipsenbahnen um den Atomkern zugelassen sind.

- Nach dem Orbitalmodell (1928) besteht das Atom aus einem Kern, der von Elektronen in Orbitalen umgeben ist. Die Form der Orbitale ist durch die räumliche Aufenthaltswahrscheinlichkeit der Elektronen gegeben. Im strengen Sinn ist ein Orbital eine stationäre Lösung der quantenmechanischen Schrödingergleichung (ein Energiezustand eines Elektrons).

- Im Thomas-Fermi-Modell (1928) wird die Elektronenhülle pauschal als ein Fermi-Gas beschrieben, das in dem Potentialtopf eingeschlossen ist, der von der elektrischen Anziehung der Elektronen durch den Kern herrührt.

- In manchen Bereichen können Atome nach wie vor als starre Körper genähert werden: Entweder als Punkte ohne Ausdehnung wie in der kinetischen Gastheorie beim Modell des idealen Gases, oder als Kugeln mit bestimmtem Volumen und anziehenden Kräften wie beim Van-der-Waals-Gas. Das entsprechende Modell heißt auch Punktteilchen-Modell bzw. inkompressible Kugeln-Modell.

- Das Kugelwolkenmodell (kimballsches Atommodell, Tetraedermodell, 1956) ist eine Vereinfachung des Orbitalmodells zur leichteren Erklärung und Berechnung von Molekülorbitalen,[3][4] das häufiger in der Schule verwendet wird.

## Modelle des Atomkerns
- Das Tröpfchenmodell (1936) beschreibt den Atomkern als Tröpfchen einer elektrisch geladenen Flüssigkeit. Es beschreibt besonders gut die Bindungsenergie pro Nukleon (Bethe-Weizsäcker-Formel).
- Das Schalenmodell (1949) beschreibt den Atomkern in enger Analogie zum Orbitalmodell der Atomhülle. Eine Stärke dieses Modells ist die korrekte Modellierung der magischen Zahlen.
- Das Fermigasmodell beschreibt die Nukleonen im Kern wie zwei überlagerte Fermionengase.[5] Daraus folgt leicht eine Begründung für den Neutronenüberschuss schwerer Kerne und die mittlere kinetische Energie der Nukleonen im Kern.